# ایلهان پارلاک
ایلهان پارلاک (انگلیسی: İlhan Parlak؛ زادهٔ ۱۹ ژانویهٔ ۱۹۸۷) بازیکن فوتبال اهل ترکیه است.
از باشگاه‌هایی که در آن بازی کرده‌است می‌توان به باشگاه فوتبال قیصریه‌اسپور، باشگاه ورزشی کایسری ارجیسپور، باشگاه فوتبال آنکارا اسپور، باشگاه فوتبال غازی عینتاب‌اسپور، باشگاه فوتبال آنکاراگوچو، باشگاه فوتبال کاردمیر قره‌بوک‌اسپور، و باشگاه فوتبال فنرباغچه اشاره کرد.
وی همچنین در تیم ملی فوتبال زیر ۲۱ سال ترکیه بازی کرده‌است.